# Be’eri
Beʾeri (hebräisch בְּאֵרִי Bəʾerī) ist ein Kibbuz in Israel, welcher sich in der Wüste Negev nahe dem Gazastreifen befindet und zu der Regionalverwaltung Eschkol gehört. 2018 hatte der Kibbuz 1037 Einwohner.

## Geschichte
Wo später Beʾeri entstand, damals Scheich Abbas (شيخ عباس) genannt, lagerten 1917 im damals osmanischen Mutesarriflik Jerusalem südlich der Palästinafront des Ersten Weltkriegs zwischen nordwärts zurückweichenden Truppen der Mittelmächte und den vorrückenden der Triple Entente deren Einheiten der berittenen ANZAC Mounted Division der Australian and New Zealand Army Corps (ANZAC). Vor der Dritten, dann siegreichen Schlacht um Gaza kommandierten die Befehlshaber die berittene ANZAC-Division auf einen dreitägigen Extremritt über 100 Kilometer südostwärts durch die Wüste Negev zu einem Überraschungsschlag nach Beʾer Scheva, wo sie die osmanischen Verteidiger in der Schlacht am 31. Oktober 1917 überrumpelte. Gaza fiel an die Entente-Streitkräfte in der Dritten Schlacht vom 1. bis 7. November 1917, worauf der Fall Jerusalems am 19. des Monats folgte.
Beʾeri wurde 1946 im Rahmen der Operation der Elf Punkte gegründet. Die Gründer waren Mitglieder der Föderation der arbeitenden und lernenden Jugend und benannten den Ort nach Berl Katznelson, dessen Vorname ohne Koseendung Beʾeri lautete. Nach dem Krieg um Israels Unabhängigkeit, in dem Beʾeri von Mai bis Oktober 1948 Belagerung und Beschuss durch die ägyptische Armee standhielt, wurde der dabei umkämpfte und zerstörte Kibbuz etwa drei Kilometer südöstlich der ursprünglichen Position verlegt. Seit 1950 betreibt der Kibbutz die Druckerei Dfus Beʾeri (דְּפוּס בְּאֵרִי), die allerlei Drucksachen, aber insbesondere Bilderalben und Ausweisdokumente (Führerscheine) druckt. Am 24. April 1968 widmete die Spenderorganisation Australian ANZAC Memorial and Forest Committee das von ihm finanzierte Ehrenmal den Gefallenen der ANZAC, die im Ersten und wieder im Zweiten Weltkrieg in der Levante operierten. Seit 2007 zählt Beʾeri zum so genannten Gaza Envelope, dem Grenzgebiet entlang der Grünen Linie mit zahllosen Einschlägen aus dem Gazastreifen, das Israels besonderer steuerlicher Förderung unterliegt. Im Frühjahr 2018 lösten täglich etwa fünf aus dem Gazastreifen lancierte Branddrachen Feuer auf Getreidefeldern und Flächen des Waldes Jaʿar Beʾeri (יַעַר בְּאֵרִי) aus, der ab 1946 gepflanzt und in mehreren Aufforstungskampagnen auf 1.100 ha erweitert wurde, womit er auch die Ruinen des 1948 zerstörten Kibbuzes am alten Standort überdeckt.

### Überfall 2023 auf Bewohner und Ort
Während des Terrorangriffs der Hamas auf Israel am 7. Oktober 2023 drangen palästinensische Terroristen nach Überwinden der Sperranlagen um den Gazastreifen in den grenznahen Kibbuz ein und ermordeten während des Massakers in Beʾeri 132 Menschen – darunter Frauen und Kinder. Viele wurden gefoltert, verstümmelt und vergewaltigt. 32 Menschen verschleppten die Terroristen als Geiseln in den Gazastreifen. Mindestens 125 Häuser wurden zerstört oder beschädigt. Wie Reporter, die vor Ort waren, berichteten, sei besonders der Westteil des Kibbuz schwer getroffen worden.
Um den Kibbuz Beʾeri zu befreien und das nähere Umland zu sichern, benötigten die israelischen Verteidigungsstreitkräfte (IDF) vier Tage. Nach der Rückeroberung erklärte die IDF Beʾeri zunächst zum militärischen Sperrgebiet; die rund 900 verbliebenen Bewohner wurden in eine Hotelanlage am Toten Meer evakuiert. Auch die verbliebenen Tiere des Kibbuz wurden umgesiedelt. Nachdem das Dorf von der Armee wieder freigegeben worden war, kehrten vier Monate nach dem Massaker 70 Bewohner zurück.
Im Juli 2024 gab Armeesprecher Daniel Hagari den Untersuchungsbericht der Armee zum Angriff bekannt: „Die Armee hat versagt, die Bewohner des Kibbuz nicht beschützt. Es ist schmerzhaft und schwer für mich, das zu sagen. Das Militär hätte Beʾeri verteidigen müssen.“ Der Bericht räumt schwere Versäumnisse der Armee ein. Bei der Armee habe in den ersten Stunden nach dem Angriff Chaos geherrscht. Es gab keine funktionierende Kommandostruktur. Hunderte Soldaten warteten am Kibbuzeingang und gingen nicht hinein. „Es wurden erst verwundete Soldaten in Sicherheit gebracht, während Zivilisten in ihren Häusern getötet und entführt wurden. Soldaten hätten den Kibbuz während der Kämpfe verlassen, ohne Vorgesetzte zu informieren. Erst am späten Nachmittag des 7. Oktober sei es gelungen, Beʾeri zurückzuerobern. Der Angriff hatte morgens um 6:30 Uhr begonnen.“ Bewohner des Kibbuz sind unzufrieden mit dem Bericht der Armee und fordern eine unabhängige Untersuchung.

### Wiederherstellung und Rückkehr von Einwohnern
Erste Bewohner waren im Frühjahr 2024 zurückgekehrt. Am 4. Juni 2024 kündigte die staatliche Tquma-Behörde (hebräisch מִנְהֶלֶת תְּקוּמָה Minhelet Tqūmah, deutsch ‚Verwaltung der Wiederaufrichtung‘; errichtet am 19. Oktober 2023) an, im Rahmen eines laufenden Restaurierungs- und Sanierungsplans mehrere zerstörte oder beschädigte Gebäude in Beʾeri bis 17. Juni abzureißen. Nach Abschluss der ersten Phase zu Beginn des Jahres, in der Privathäuser involviert waren, konzentriert sich die zweite Phase auf mehr als 20 Gemeinschaftsstrukturen wie das Nähstudio, Bildungseinrichtungen und die Kunstgalerie Galerjah Beʾeri (hebräisch גָּלֶרְיָה בְּאֵרִי, 1986 eröffnet und am 7. Oktober 2023 zerstört), deren Gründerin und erste Kuratorin und gebürtige Beʾeritin Orit Svirsky (1953–2023), Mitglied bei Women Wage Peace, zu den vorort Ermordeten gehört.

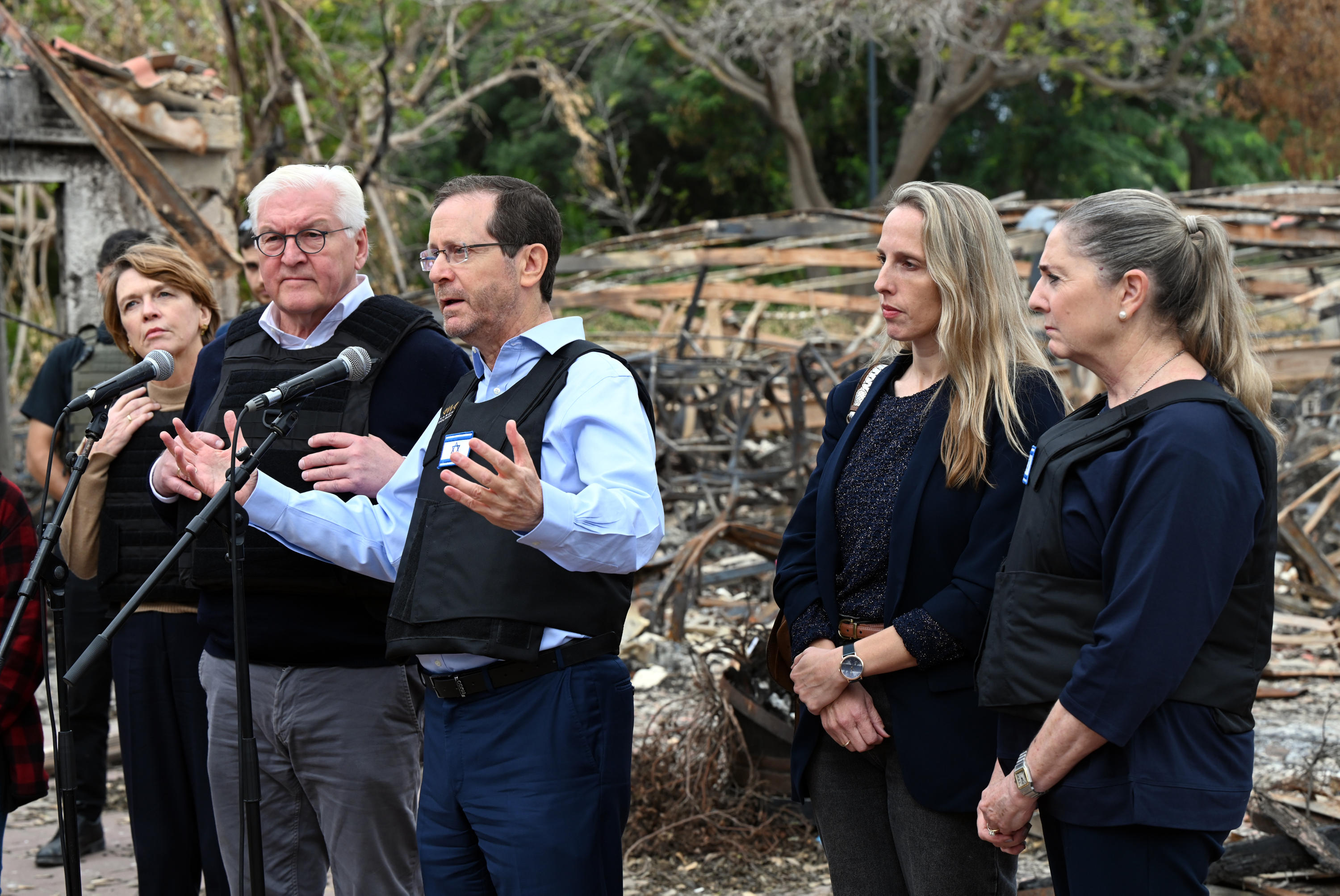
Berzon MacKie (2.v.r.) vor Trümmern der Galerie mit den Präsidenten Herzog und Steinmeier, 27. November 2023

Für die Wiederherstellung der Galerie, seit Frühjahr 2024 in einem einstweiligen Ausweichquartier im Beit Romano in Tel Aviv und weiter unter Leitung Ziva Jelins und Sofie Berzon MacKies, bewilligte die deutsche Bundesregierung im Dezember 2023 sieben Millionen €. Laut Tquma-Behörde sollen in Beʾeri über 100 neue Gebäude errichtet werden, bevor der Kibbuz im Laufe des Jahres 2025 wieder vollständig besiedelt werden soll. Am 24. Juni 2024 erfolgte die zeremonielle Grundsteinlegung für das neue Stadtviertel Schiqmim, welches 52 Gebäude umfassen soll. Die Evakuierten von Beʾeri würden laut Behörde im August 2024 von der Hotelanlage in ein von der israelischen Regierung neu errichtetes Viertel in Chazerim ziehen und dort leben, bis sie nach Beʾeri zurückkehren könnten.

## Galerie

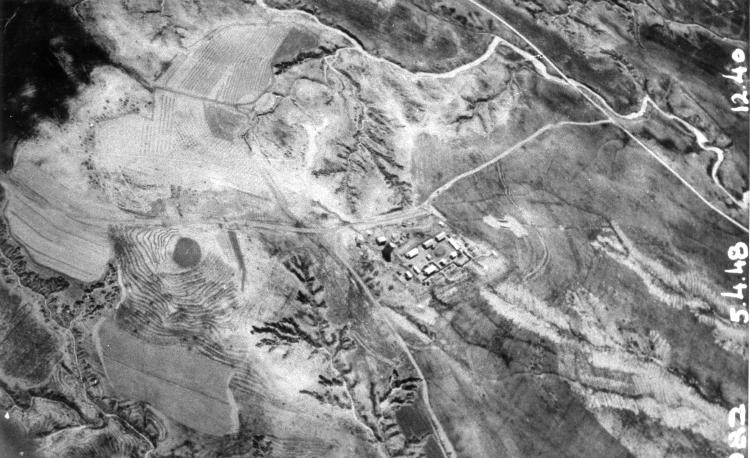
Kibbutz Beʾeri 1948
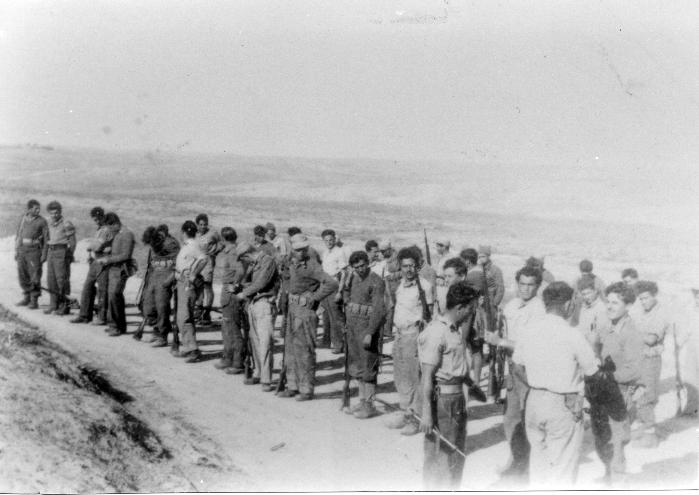
Yiftach Brigade bei Beʾeri 1948
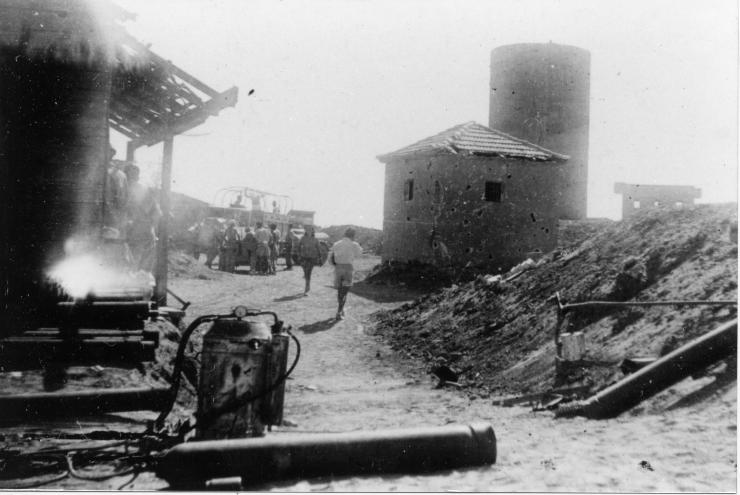
Kibbutz Beʾeri nach Kämpfen 1948
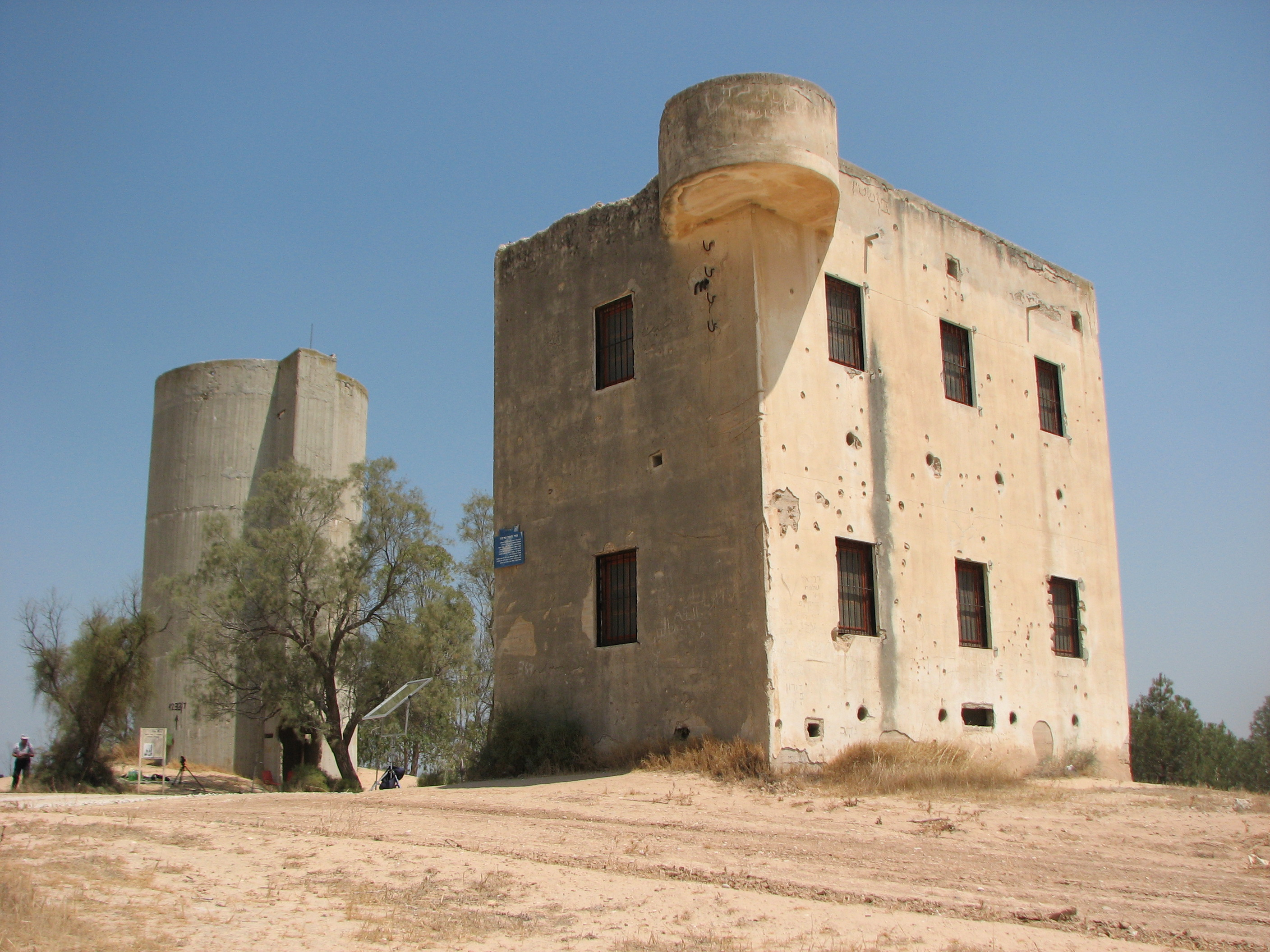
Wasserturm und Fort
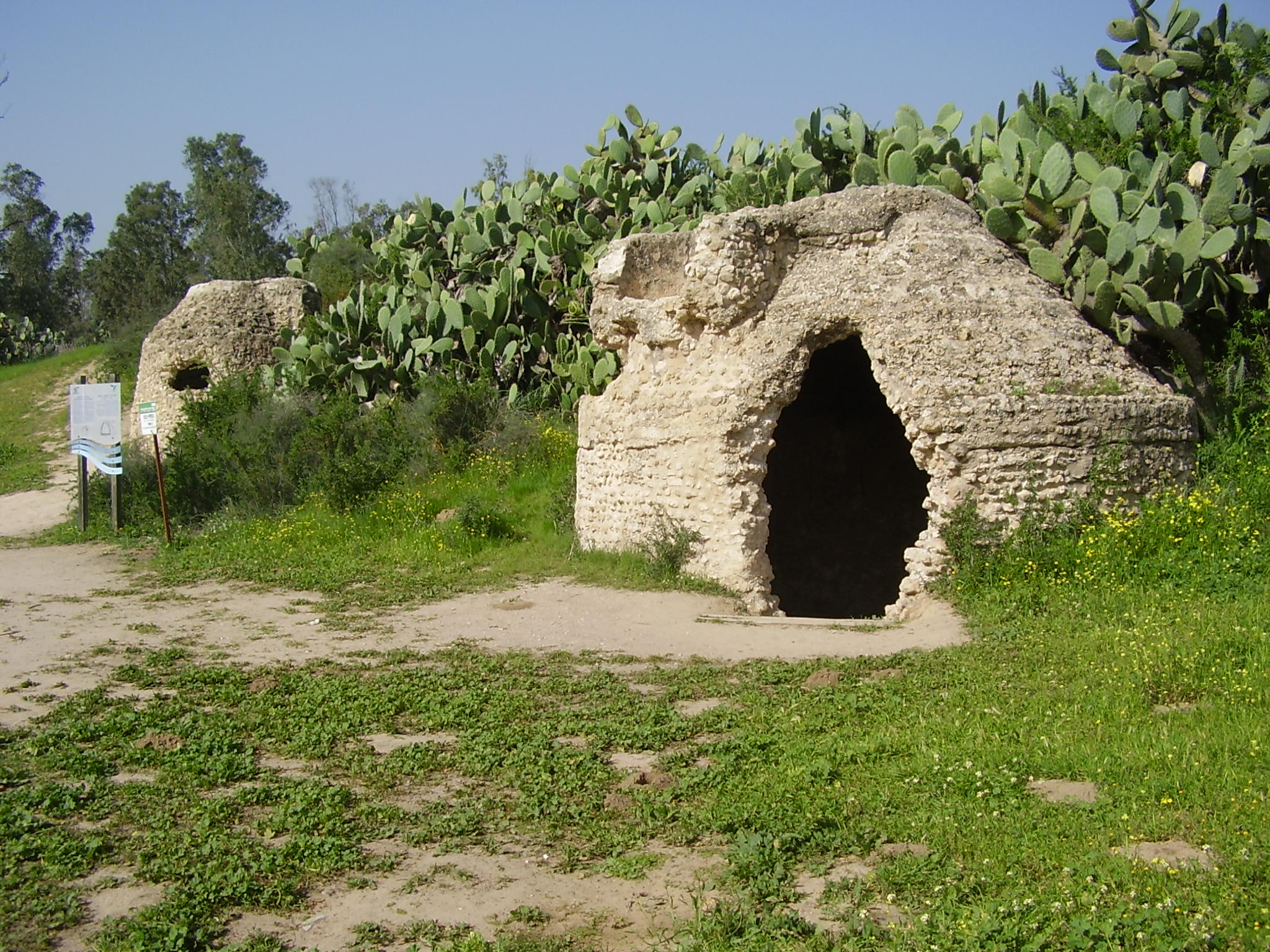
Byzantinische Zisterne
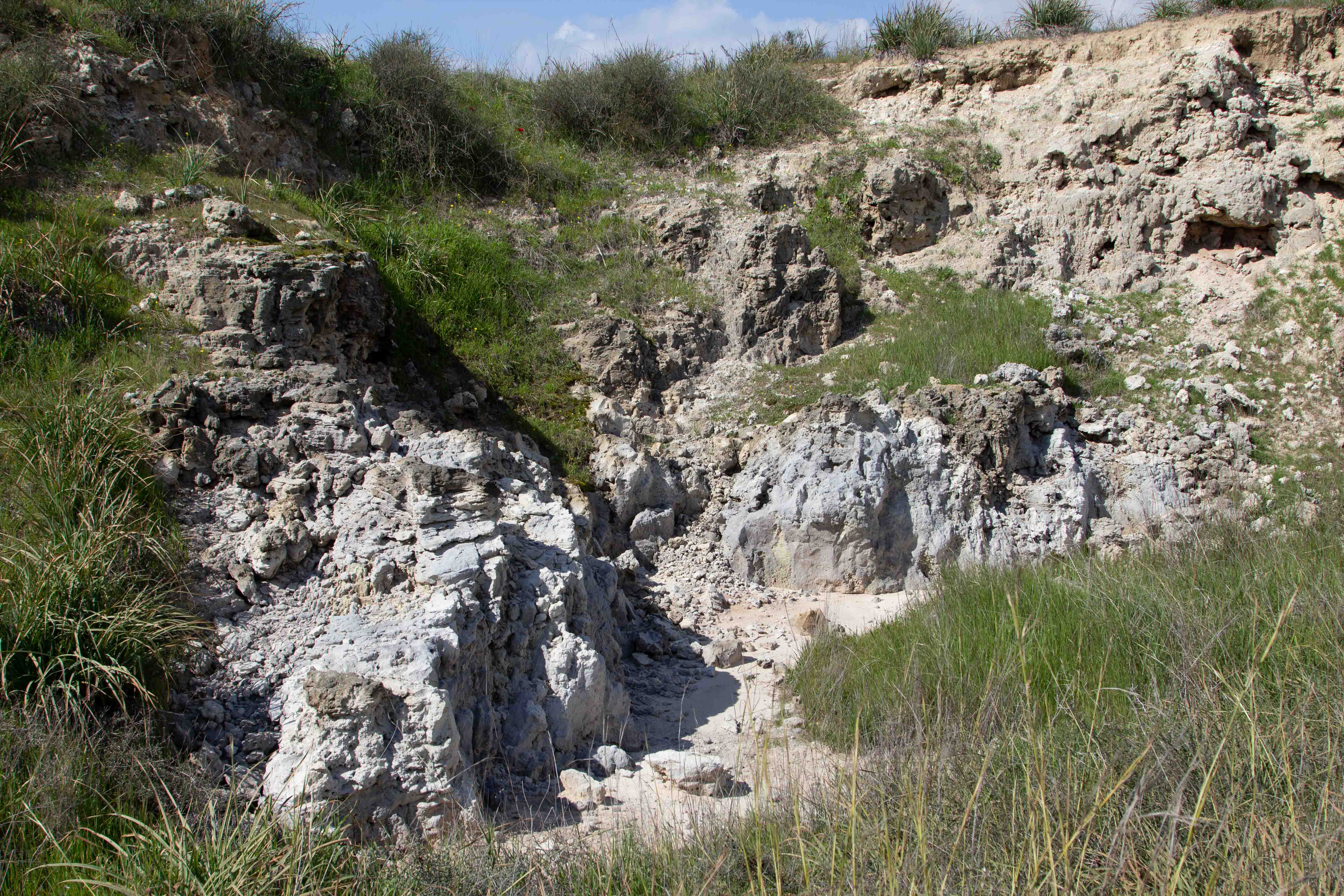
Schwefelmine
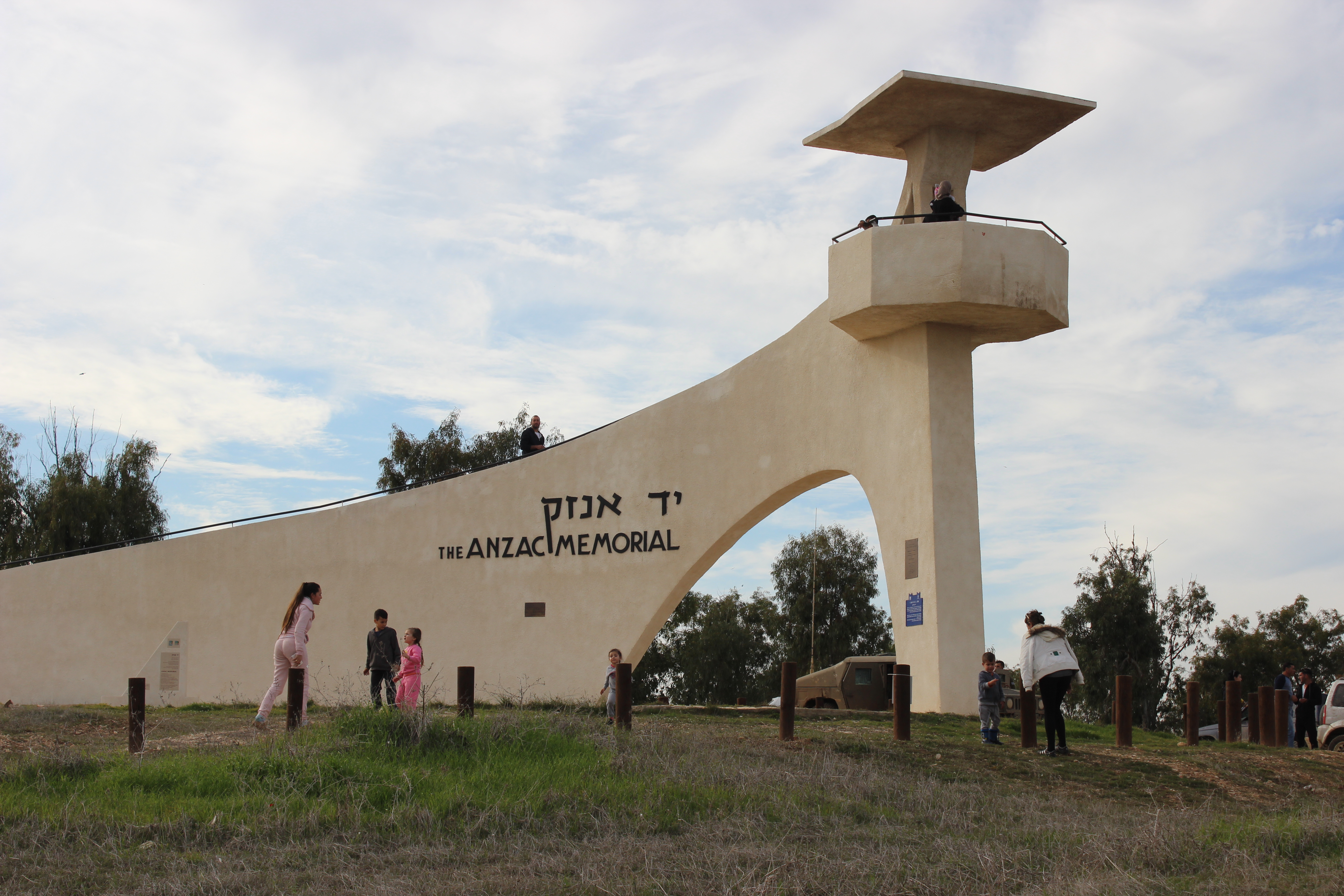
ANZAC-Denkmal
In einer Ausstellung der Galerjah Beʾeri, 2021
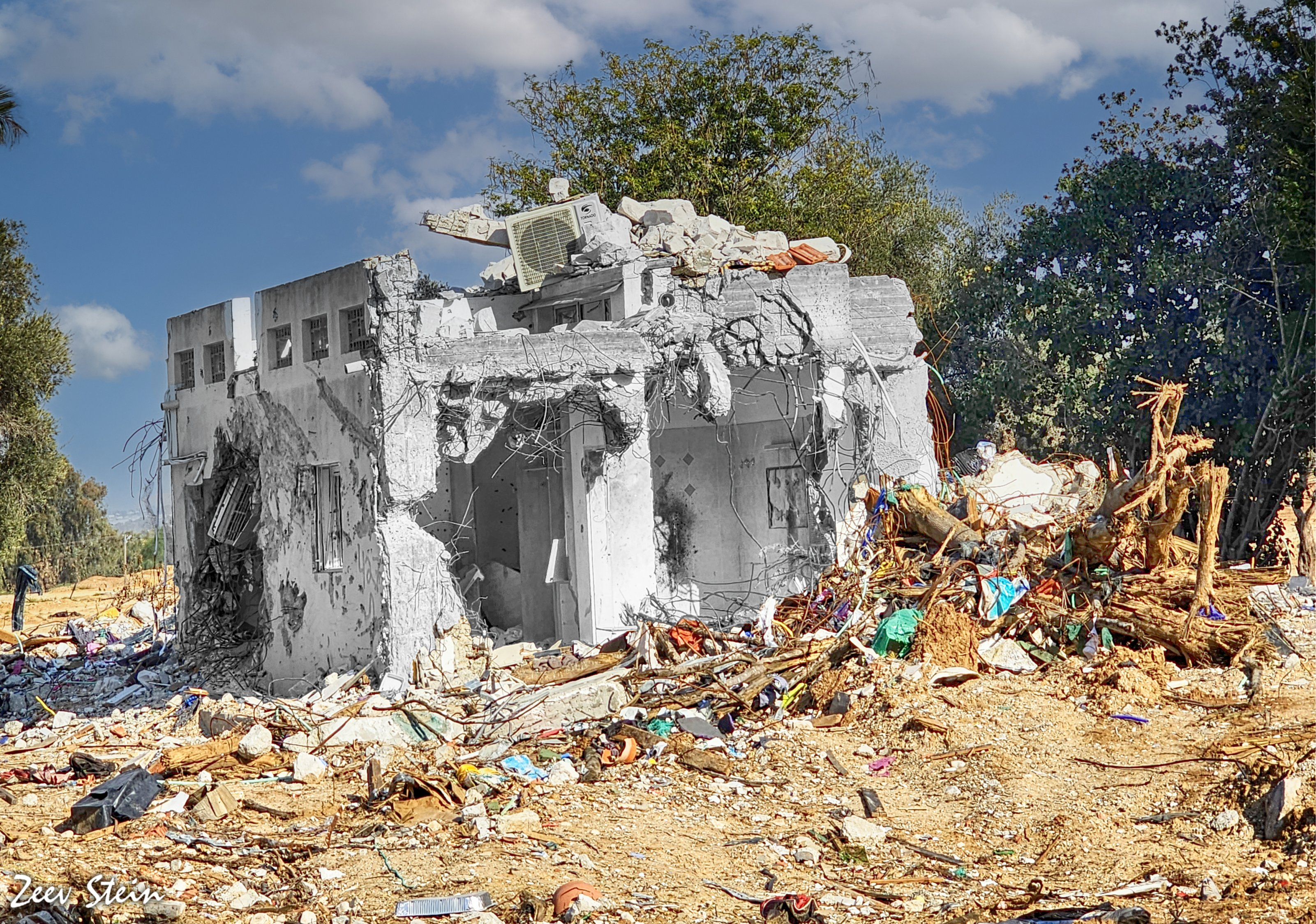
Am 7. Oktober 2023 zerstörtes Gebäude